# ダストボックス2.5
『ダストボックス2.5』は、高津カリノによる日本の青年漫画。『ヤングガンガン』（スクウェア・エニックス）にて、2016年2号から2021年No.16まで連載された。声優事務所『ダストボックス』を舞台に、実力はあるが個性の強すぎる声優たちの日常を描く。

## 登場人物
登場人物の名前には規則があり、ダストボックス関係者はタロットの大アルカナを基に、漫画家は小アルカナのスートを基にしている。

### ダストボックス
芥田が立ち上げた新興の声優事務所。実力第一主義を掲げており、所属人数自体は少ないものの多くの売れっ子声優を抱える。しかし演技力のみを重視した結果、性格的には一癖も二癖もある人材が集まる色物事務所と化してしまった。過去に何名かのマネージャーがいたが声優たちの個性に耐えきれずに辞めていったため、神が所属した時にはマネージャーが1人もいなかった。そのあまりにも混沌とした環境に早乙女は「ただの無法地帯」「事務所にちゃんとした大人は（自身も含めて）1人もいない」と酷評している。
神 静真（じん しずま）
本作の主人公。ダストボックス所属の新人男性声優であり、事務職も兼任している。19歳。常にパーカーを着ている。
幼少期に叔母の杯音に言われた言葉がきっかけで人に迷惑をかけることを極端に嫌うようになり、高校卒業後はしばらく引きこもっていた。しかし姉に叱られたために、競争率が高くて落ちること前提で、幼少期の夢であった声優になるため、ダストボックスのオーディションを受けるが、合格したため声優業界に身を投じることとなった。
叔母の杯音の一件があって、アニメや声優業界には詳しくないが、劇団に所属していた経験があり声がよく通り、演技力も高い。初のアフレコにおいてモブを演じた際は「あんなに力抜く新人は珍しい」と音響監督から称賛されている。
また、非常に器用かつ多芸であり、ネットで調べた情報のみで必要な技術を習得しその場を収めることが出来る。基本的には常識人だが、他者（主に星人）を制止するために当て身を多用するなど少しずれている所もある。声優としての初仕事も、星人を黙らせられる新人としてスタッフが静真を気になったことがキッカケである。芥田からは、演技が上手く慎ましくまともな性格から売れて有名になれば「ダストボックスにもまともな奴がいる」と認知される理由からとても期待されている。一方で、他人優先のこの性格は梅木に心配されており、彼の警告もむなしく変わった人（中でも竹林）とペアを組まされることが増えていくことが、スタッフ間で合意なされてしまった。ただし竹林とコンビで始めたラジオにおいては、暴走しがちな竹林よりもむしろたまに出る静真の危うさが露見されており、逆に竹林がフォローする場面もある模様で竹林よりも神の方が危ういと評判されている。徐々に人気も出てきており、スタッフからも高評価を得ている。
家族は両親と姉（凪沙）、叔母（杯音）がいる。当初は実家で暮らしていたが、就職を機に杯音の家に下宿することになった。
劇団時代には風汰の後輩であったが、その才能が花開いたことで風汰から役を奪っていった負い目があり、新作アニメの主役が静真か風汰の二択になった際、一度はその役を譲ろうと考えていたものの、ダストボックスの面々に後押しされる形で全力でオーディションに挑んだ。その結果、落ちてしまった際には初めて悔しがる顔を見せた。
箔杖の姦計で杯音の漫画がアニメ化された際、過去の清算を終わらせた杯音により、主演に推薦される。本人としては主役をやる事に消極的で、引退まで考えるほどであったが、竹林や日歌里の応援、勇羽ら先輩たちのアドバイスを受け、紆余曲折を経て主役を受ける事を決意。杯音から、かつて投げかけられた辛辣な言葉を用いて歓迎された。
「うろんなページ」の2024年3月16日の落書きにて、マリーゴーラウンドの登場人物である馬崎光琳の出演ドラマを観て「背が高くなった、昔はちいさくて可愛かった」と懐かしむ元子役の男性が登場しているが、髪型・服装が神に似ている。また、その人物と一緒に馬崎のドラマを観ている女性がいるが、髪型が小川日歌里に似ている。
名前の由来は大アルカナの「死神」。
小川 日歌里（おがわ ひかり）
本作のヒロインで、ダストボックス所属の新人女性声優。19歳。
顔立ちは整っているが、目付きが悪く全体的に顔が怖い。かなりの巨乳で、みことや円の服を借りた際に胸元を悉く破いてしまっている。静真とは高校の同窓でよく付きまとっていたが、当の静真からは顔を覚えられていなかった。後に目つきが良くなった。
芥田からは「この事務所で一、二を争うまともな人間」と言われている通り、基本的に常識人だが、実は重度の「声フェチ」であり、特に静真の声に心から惚れ込んでいる。その関係で奇行を働くことも多々ある。第4巻にて、西野と芥田の口論を途中まで聞いて芥田の自身への評価を疑った際、すぐに静真が真相を話して誤解を解いた際に、ついに彼への恋心が確定した。その後は静真が出演する商品を無限回収するほどには惚れ込んでしまった。おまけ漫画によると、静真が子役としてCM出演している頃から既に感化されていた模様。
星人は実兄だが、その放漫さには頭を悩ませており、当初は兄妹であることを周囲に隠していた。地毛はかなりのくせ毛だが普段はストレートパーマをあてており、戻すと星人そっくりになる。高校生の頃はくせ毛のままであった。
実力重視のダストボックスの中で演技力はやや劣っているが、幼少期から星人の声を聞いて耳が肥えていることなどから、成長性を期待されて採用された経緯がある。そんな芥田の目論見が当たったのか、元の俳優の映像を視聴して参考にする洋画の吹替では、西野が褒めるほどの活躍を見せている。また、役作りに真剣になりすぎるきらいがあり、成人向けアニメの主演が決まった際には静真に性行為を迫ったり、キャバ嬢の役が決まった際には円に相談をしている。原作を読み込んでキャラの心情をつかもうとする姿勢は、早乙女だけでなく漫画家である橘からも注意されている。
芥田が演技指導をできない事から、芥田本人からフェアリーテールへの移籍を提案される。自身のスキルアップにつながるこの提案を受ける事にするも、静真の引退騒動を受け、「静真が引退しなければフェアリーテールに移籍する」と言うはずが「静真が引退しなければ事務所を出る」と言ってしまったため、静真の引退騒動をさらにややこしくしてしまった。しかし静真が声優継続を選んだため、話をややこしくしたことを謝りつつも移籍を決意、フェアリーテール所属となった。静真との交際は不明だが、少なくとも休日などに二人で会っている模様。
名前の由来は大アルカナの「太陽」。
芥田 衛（あくた まもる）
ダストボックス社長。大手のスターツリーから声優のみことを連れて独立し、ダストボックスを設立した。本人曰く「誰も損しない良い設立」。お菓子屋巡りが趣味（謝罪用の菓子折を探すため）。
元声優で、共演者への気配りが上手く周囲からの人望は厚かったが、演技力が致命的に低く様々なアニメを台無しにしてしまったという過去を持つ。特に杯音原作のアニメの主役を演じた際、あまりに下手過ぎて大失敗してしまったことが今でも心の傷になっており、裏方に回り演技力重視の事務所を設立するきっかけになった。その気配りは梅木に受け継がれ、孫弟子的に静真に受け継がれている。
杯音には現在も罪悪感を抱いており、彼女にそのときのことを吹っ切って欲しいと願っている一方で、当時中学生だった彼女に執着しており、また彼女の容姿が当時から殆ど変わっていないことから、ロリコン疑惑を持たれている。件のアニメのDVD-BOXを引き渡す代わりに、交流を続けるよう杯音に求める強引さも持ち合わせている。この事から円と箔杖に警戒されており、おまけ漫画では梅木が混乱する一幕もあった。一方で彼女の漫画の純粋なファンでもあり、背景の描き込みが多く杯音の負担になっていることを彼女に伝え、杯音の業務改善に一躍買った。
日歌里の耳の良さを買っており、天才肌ばかりのダストボックスにいれば自ずと成長すると豪語し、西野の引き抜きを強く断っていた。しかし社長である芥田自身が演技指導できない事は懸念しており、日歌里の成長のためとしてフェアリーテールへの移籍を提案する。ちなみに芥田としては成長した日歌里を改めて引き抜く事も考えている模様。
杯音同様、自身が主演したアニメの失敗を引きずっていた。その杯音がアニメ化への後ろめたさを吹っ切るために芥田を巻き添えに鑑賞会を行う。すべての鑑賞を終えた杯音から「お疲れさまでした」の言葉をもらった事で芥田も滂沱の涙と共にようやく過去を洗い流すことができ、それからは杯音を中学生扱いする事はなくなった。
おまけ漫画では、星人・みこと・勇羽の子守歌で耳の肥えた真朝を同じく子守歌で寝かしつけており、高い歌唱力を持っている事が判明している。
名前の由来は大アルカナの「悪魔」。
小川 星人（おがわ せいと）
男性声優。日歌里の兄。26歳。
明るく素直な性格だが天然で子供っぽく、遅刻や忘れ物が多く、周囲を巻き込んだり迷惑をかけることはしょっちゅうである。巷では小川星人（せいじん）・宇宙人などと呼ばれる。一方実力はありルックスも良いので、女性を中心としたファンが多い。天才肌で、感覚で仕事をこなしている。『月白の屍術師』において脚本のミスで5分の空きが出た際、自身の後輩役である静真を巻き込みながらほぼ一人で5分を埋めるアドリブを披露し、静真からの敬意を受け取っている。しかしその放漫な性格は幼い頃から日歌里のストレスとなっており、おまけ漫画で「この世で一番聞きたくない声」と酷評されている。
仕事は人助けで、声優は趣味だと語っているが、登場時に知恵の輪やルービックキューブをいじったり解いたりしていることが多く、暇つぶしにトランプタワーを建てたりしている。知恵の輪やルービックキューブは梅木からの贈り物であり、本人曰く「落ち着きがないから投与」とのこと。
子供好きであるため、真朝が自分を嫌った当初は落ち込んだりもしたが、めげずに子守を買って出ており、かつて幼い妹を世話した経緯も手伝ってそれなりにこなしている。
常に日歌里を思っており、彼女の「もうちょっと落ち着いて生きて」という言葉から落ち着こうと様々な人物からアドバイスを求めた結果、曲解を重ねて朋波にプロポーズを行う。それからは、無自覚ながら朋波に対する目線も少しずつ変わっていく。相変わらず朔良からは良いイメージはもたれていないようだが、ずっとあやしていた真朝からは懐かれた。真朝が親元に戻ってからは寂しくなった。ファンは朋波との結婚は好意的に受け入れている。
日歌里の移籍に対しては「自分が日歌里の分も稼ぐ」と言い切り、初めて日歌里から兄と認められた。
名前の由来は大アルカナの「星」。
輪島 みこと（わじま みこと）
女性声優。ダストボックスの創設メンバーであり、スターツリーから芥田と一緒に独立した。デビュー当初はアイドル路線であった。普段着は和服や民族衣装などの常に個性的な服装であり、本人曰く「普通の私服コスプレは断固NG」。
本人曰くキャラクターの霊を憑依させて演技するイタコ系で、占いなどに傾倒している。普段はクールだがメンタルが異常に弱く、不測の事態が起こるとすぐ泣き出し情緒不安定になる。芥田と共にスターツリーからダストボックスへ移籍したのも、当時のスターツリーの社長がみことの精神状態の不安定さを心配して、大きい事務所よりも小さい事務所の方が目が届くし、ストレスを爆発させて何処か信用できない事務所に移籍するよりも、その方がみことにはいいからとの理由である。
梅木とは両想いであり、告白されたことがあるが、「占いで合わない」という理由で別れている。しかしその想いは強く、諦めてもらうために付き合い、実際に互いの心身に大けがを負うことで諦めさせた際には、朋波の胸で泣いている。その後はちょくちょくイチャついているようであり、額縁が落ちてきたり池に落ちたりと、その災厄を被る場面が度々みられる。他人の恋愛沙汰にも敏感で、なかでも静真と日歌里の仲を縮める動きを良くしている。
芥田には大きな信頼を寄せており強く慕っているが、恋愛関係の噂が立つことはまったく考えておらず、泣いているみことにこの話を朋波がほのめかした際には、瞬時に泣き止むほど疑問を抱いた。
「吊橋の恋は成就しない」という占いが（吊橋がフったとはいえ）当たった事で、梅木と結ばれないという占いを信じざるを得なくなる。しかしどうしても諦めきれないみことは、様々な占いアイテムを買い揃えて梅木との恋を占うも、どれも散々な結果であった。そのうえで梅木に思いの丈を伝え交際を開始。それからは危険な事は一切起こっておらず、良好な交際が続けられている事が語られる。
着けているチョーカーには「智章と両想いになれますように」との願掛けが記されている。
作者HPのおまけ漫画にて、過去作のある人物に衣装を発注している描写が描かれた。
名前の由来は大アルカナの「運命の輪」。
早乙女 教一（さおとめ きょういち）
男性声優。仕事のために女性の気持ちを理解しようと取り組みすぎたため（と最初は語ったが、実際は素の口調と語気が威圧的なのを誤魔化すため）、女口調で話すようになった。なお女口調の原型は、フェアリーテール声優によるハーレム状態を鬱陶しがった事を長時間説教した西野である模様。オカマではなく普通に女性が好きで、特に巨乳好き。怒ると素に戻り、語気の荒い男口調で話すこともある。
仕事に関してはややドライな考えの持ち主で、お金に関する話をよくする。一方で周囲に対し厳しくも思いやりのあるアドバイスをするなど、面倒見が良い。梅木とは喧嘩友達のような関係だが、後輩への気遣いを大事にする点では同志でもある。
勇羽に関しては色々な意味でついていけないので当初は共演NGにするなど冷たくしていたが、考えを変えて真面目に向き合おうとしてはいるものの距離感を測りかねている。
勇羽の弟たちとは異様に仲が良く、焼肉をおごった話を聞かされた勇羽（彼女は不在）を戸惑わせている。
勇羽のプロ意識の高さを認めてからは共演NGを解除。さらに勇羽からのアプローチを受け、交際するように返答もしている。しかし早乙女自身が予想した通り、仕事に真摯な勇羽は早乙女との交際と仕事の両立に疑念を抱き、早乙女を振る。しかし「早乙女との交際にふさわしい立派な声優になる」と勇羽が決意したため、彼女の成長待ちとなっている。おまけ漫画の言動を見るに、勇羽との交際に対しては前向きになっている模様。
名前の由来は大アルカナの「女教皇」。
吊橋 勇羽（つりばし ゆう）
女性声優。20歳。弟が3人いる。
元々は早乙女のファンであり、彼に憧れて声優業界に入った経緯を持つ。現在はアイドル声優として活躍しており、容姿はよく実力もあるが、早乙女への恋愛感情を隠そうともしないなど問題のある言動が多い。しかし彼女のファンクラブ会員はそんな彼女を暖かく見守っており、会員はみんな人格者でマナーが良いと評判である。彼女の方もファンは大切にしており、ひとりひとりの会員ナンバーを覚えていたり、その動向を気にかけている。暴走しがちな面ばかりが見受けられるが、ストレスが尾を引かない性格であり、芥田から「アホだけどいい子」と称される。それは同時に普通の感覚からズレている事でもあるため、早乙女との距離感や、勇羽とカイの不和について芥田から諫められ、仲介してもらっている。幼い弟がいるため、真朝をあやすのも上手い。梅木からは「若手女性声優の中ではトップ3に入る知名度の持ち主」と言われている。
仕事に対しても非常に真摯で、芥田が月白の屍術師に勇羽を推そうとした際には「ズルをするようだから」ときっぱり拒否している。また、円辰巳のファンでもあり、月白の屍術師を全巻初版で揃えている。早乙女が出演している事で出演NGにしているが、勇羽以外のダストボックス声優が出ているため、NG解消後に円から「ダストボックス全員揃えたら面白そう」という理由でオファーが来た。
プライベートの多忙さと性格のためか友達がいなかったが、元々彼女のファンだった日歌里と友達になり、以降はラジオで共演するなど交流を深めている。
勇羽の仕事に対する真摯さを認めた早乙女により共演NGを解消され、さらにはいつもの軽い告白を受け取ってもらえたが、仕事と恋愛の両立について疑念を抱いた勇羽自身により、告白したにも関わらず振ってしまう。一方で、早乙女との交際が問題ないほど立派な声優になる事を目標とした。また、日歌里の移籍に端を発する静真の引退騒動に際しては、先輩としてあるべき言葉を以ってアドバイスをし、静真からの敬意を受けている。
星人の姪に幼児番組の歌をせがまれた際には彼女が目を輝かせるほど完璧に歌い、早乙女との絡みでファイヤーマンキャリーやチャービルという単語を思わず叫ぶなどの博識な面が多々ある。
老け顔や貧乳であることを気にしている。
名前の由来は大アルカナの「吊された男」。
皆瀬 カイ（みなせ カイ）
ダストボックス所属の子役声優。小学生の男の子。母親を早くに亡くし、父親の剣司と2人暮らし。
素直でいい子だが、15歳以上年上の女性が好きで真剣に結婚相手を探していたり、同僚の奇行を目にしても動じないなど、妙に大人びたところがある。芥田曰く「うちで日歌里と並んで一、二を争うまともな子」だが、初対面で不安を覚えた静真、子役出身の竹林、梅木からは直感でその将来性を心配されている。
かつてみことに真剣に交際を迫ったが、その真剣さに対してみことにきっぱりと断られている。朋波のことは年上だけど好みではないと静真に語っている。一方で朔良のことは「妹みたいで可愛い」と思うようになり、「年上が好きだけど若い子もいい」と言うようになるなど、恋愛対象年齢が縮みつつあり、後に朔良と結婚すると言う言質を取った。
父の漫画がお色気路線であるため、漫画はもちろんアニメも見せてもらえず、憤慨している。父と同雑誌連載である杯音とも面識がある。
朔良への想いは真摯であり、朋波が「星人は恋人というより弟や子供のよう」に思っている事を知ると、男の立場として、想い人にそう思われている事は遺憾である事を語り、朋波が星人との婚約にきちんと向き合うきっかけを作っている。
おまけ漫画では成長した未来が描かれており、朔良にあの手この手で迫ったり、真朝と一緒に回らないお寿司にはしゃぐといった姿を見せている。ただし静真の夢である可能性もある模様。
初対面の静真に姉がいると予測して訊ねる洞察力の良さを持つ。直感的に良からぬものを感じた静真には否定されたものの、後に杯音と歩いている静真の姉（凪沙）と出会い、交流している。親し気に話す姿は朔良に邪推されたが、実際には静真の子役時代の話や朔良との将来のために収入の運用方法（静真が元子役だったため）を尋ねていただけである。
名前の由来は大アルカナの「世界」。
大峰 朋波（おおみね ほなみ）
ダストボックスにマネージャーとして採用された。行方不明になっている兄夫婦の娘2人を養っている。おまけ漫画によると33歳。
池に落ちそうな子犬を助けて池に落ちたり、暴走しかけた勇羽やみことを心配させるほどゴミ箱を被ってしまうなど、非常に抜けたところが見受けられるも、マネージャーとしての仕事はきちんとこなしている。
登場直後はその天然な性格が強調されていたが、早くからみことの世話や星人のマネジメント業務が描写されることが増え、ダストボックス2.5のツッコミ役となっている。
後に星人から婚約しようと言われ、悩みに悩んだ末、妻としての立場なら星人をコントロールしやすくなるだろうとして婚約を受託。しかし、星人から婚約指輪を返してほしいと言われた事から発したひと騒動の中で、星人を弟や息子のように感じていた自身の感性を反省し、異性としてきちんと星人と向き合う事を決意する。
本作の女性陣の中では地味な服装をしているが、みことから運気の上がる服装を選んでもらった際（要はイメチェン）には、製作スタッフの男性陣から称賛を浴びており、地味な服装の時でも分かるほどには美人である模様。
名前の由来は大アルカナの「月」。

### スターツリー
多くの声優が所属する大手事務所。芥田とみことは元々ここに所属していた。
梅木 智章（うめき ともあき）
スターツリー所属の男性声優。アニメの主役を何本もやる人気声優。
常識人で気の利く人物だが、それ故にダストボックスの変人たちに振り回されてその世話に追われており、「業界の介護人」の異名を持つ。静真のことも初対面では、ダストボックスに所属していることから罵倒していたが、その人間性を知ってすぐに手のひらを返している。以降は好意的に接し、静真に自身の経験によるダストボックスの声優たちの対策法を教えたりしている。一方で、星人とみことのフォローに奔走する静真に対し「変な奴との共演（彼らのフォロー）が増えるからほどほどに」と釘を刺していたが、主役抜擢にはしゃぐ風汰を静真が一喝したことで、スタッフ達から二人をセットで売り出す方針が決まってしまい、その心配が徒労に終わっている。声や世話好きなところが静真と似ていると言われることもある。
みこととは両想いの関係にあり告白したこともあるが、彼女には占いで相性が悪いからという理由で断られている（実際にはお互い好き過ぎて浮かれてしまい仕事にも私生活にも影響が出てしまう）。それでも一途に彼女を想い続けており、なんだかんだでいい雰囲気になることもある。交際した初日に（カラス・悪天候と共に）懐いてきたオスの黒猫をそのまま飼っており、みことから「イカスミ」と名付けられた。
芥田社長が梅木も引き抜こうとしたがスターツリーの社長に断られたといういきさつは知らず、芥田と輪島の仲を邪推したこともある。ただし本人は移籍を一切考えておらず、日歌里から「もしその時ダストボックスに誘われていたら移籍をしていたか」という問いにも「絶対しない」と答えている。一方で芥田の事は駆け出しの頃に大変世話になったこともあって尊敬しており、現在の彼の立ち回りも芥田を参考にしている。本人は芥田が社長じゃなければ、ダストボックスの声優は全員共演NGにしたいらしい。
最終巻にて占いを吹っ切ったみことと交際を開始。互いに迷いが吹っ切れたためか、以前のような怪我は起こらなくなった。おまけページでは竹林が「俺が呪いを起こす」として梅木の背後に投げた紙飛行機を握りつぶすなど、不運への対応が強くなったことも示唆されている。
チェックの服を着ることが多く、竹林はチェック柄は避け、円からは「チェック着る男」と称されている。
竹林 風汰（たけやばし ふうた）
スターツリー所属の新人声優。「月白の屍術師」で梅木のバーターとして配役されている。副業としてレンタルDVD店で働いている。
劇団の子役時代の静真の先輩で懇意にしていたが、成長した彼にやりたい役を奪われていき、被害者面をされるうえ、何も言わず勝ち逃げ的に劇団を辞められた経緯がある。本人としては笑い話的に話していたが、静真の古傷をえぐり、彼が声優を辞めるかどうかの騒動を巻き起こすことになった。一方で彼への友人としての感情は強く、静真に発破をかけるために日歌里がついた嘘を瞬時に見抜き、その誤解を解消させるために日歌里に確かめ、実際に解消させている。
『月白の屍術師』のスタッフが作る別作品にて、静真と主役を取り合い、勝ち取っている。その後、静真とコンビでラジオをしているが、実は風汰よりも発言が危うい静真を諫める役回りについている模様。
自身の実力のなさに自覚はあるものの向上心がなく、梅木がその将来性を心配した他、その軽薄さに灰島すら激怒している。その灰島に感化され、彼女の弟子を名乗り出るが、「演技はもう諦めた」との結論に至るなど、あまり改善はされていない。
その軽薄な性格に反して静真に対する理解は深く、日歌里に伴う静真の声優引退騒動についても「子役の時と違い今回はめちゃくちゃ悩んでいる。声優を続けたいはず。」と、勇羽に答えている。
みことの占いによって「静真の最大の壁になる」と言われてる。日歌里の移籍騒動が発生した際、自分ではなく日歌里こそがラスボスだと考えたが、騒動後に再度占っても同じ結果が出た事から、今後彼との切磋琢磨が期待される。
西野からはダストボックス所属だと思われていたがファンからも同じ勘違いをされていたようで、梅木の同伴でダストボックスに遊びに行った際、朋波から竹林宛の大量のファンレターを受け取っている。

### 漫画家とその関係者
橘 杯音（たちばな はいね）
漫画家。静真の叔母。26歳。
成人しているが、小柄で幼く見える。凪沙の趣味でゴスロリ系ファッションをよく着ている。本人は色々と楽だからとゴスロリ系を良くて辞められないと言っている。
小学生で漫画家デビューし、中学時代に自身の漫画がアニメ化したが、主役声優であった芥田の演技が下手過ぎて（それだけでなく根本から原作レイプ（酷い改悪）を通り越して大虐殺レベルの内容の酷さだったこともあって）大失敗してしまい、当時声優を夢見ていた幼少期の静真に痛烈な言葉を浴びせてしまった。以降は一念発起して人気作家となるが、当時の経験から性格は（慕っていた静真が混乱する程）ひねくれてしまっている。アニメの件はずっと引きずっているようで、これ以上人の目に触れないようにするためにそのDVDをすべて買い集めようとしている。また、その後の漫画のアニメ化もことごとく断っている。またこのことがきっかけで芥田のことを酷く嫌っている。
静真がダストボックスに入所が決まった時はダストボックスの評判を以前から知っていたが、静真の就職がやっと決まったこともあって、ダストボックスの入所を止めなかった。静真との同居は家事などをほとんど静真がやってくれているからずっと住んでても良いと言っている。辰巳のことは漫画のスタイルの違いから気が合わないが、互いに酒が強すぎて誰も一緒に飲んでくれないことから、唯一の酒飲み仲間でもある。普段は攻撃的な言動が目立つが、静真曰く酔ってる時は割と言動が大人しくなるらしい。ストレスがかさむと仕事が捗る性格の為、箔杖に利用されたり自分で利用したりしている。
静真と日歌里の関係を見抜いており、日歌里の性格も相まって好意的にみている。珍しい事であるからか、箔杖から「日歌里を主役にすればアニメ化を許可してくれるのでは」と邪推された。
新しいアニメ化に関しては渋っていたが箔杖の策略により強行されてしまったため、乗り越えるために芥田を呼び出し二人きりの徹夜でかの酷評アニメを全部観るという自殺的苦行を行った。鑑賞完了後芥田にねぎらいの言葉をかけ、ようやく二人のわだかまりの清算を行った。
アニメ化にあたっては甥である静真を主役に推薦し、最後の判断を彼に委ねた。かつて大失敗したアニメは間接的とはいえ現在の静真を生み出した要因でもあるため、今度は静真の方が新しいアニメの主役を務める事に消極的だった。しかし日歌里移籍に伴う静真の声優引退騒動を乗り越え、アニメ主演をさせてほしいと頼み込む静真に対し、かつて投げかけた辛辣な言葉を用いて主演を受け入れた。
ひねくれ者な性格ではあるが、勇羽の弟や真朝、箔杖の息子など、子供には優しい。
名前の由来は小アルカナの「聖杯」。
円 辰巳（まどか たつみ）
女性漫画家で、元キャバクラ嬢。本名は辰巳 円香（たつみ まどか）。
アニメ化された人気作の『月白の屍術師』の原作者。元々絵は得意であったが、キャバクラ時代の接客で多くの知識を得ていき、キャバクラ勤務に飽きたため漫画家に転向したという異色の経歴を持つ。昼夜逆転・話がウリかエロがウリか・体を酷使したら腰を壊すなど、風俗と漫画家に共通点を見出している。
ざっくばらんな性格で、初対面の静真の緊張をほぐすため「とりあえず私の乳でも揉んどく？」と冗談を飛ばしている。その性格と経歴故か、早乙女からは「キャバ子」と呼ばれている。
アニメの収録現場には毎回顔を出す。毎回違う差し入れを入れているようで、ネタ切れに悩んだこともあった。差し入れとして一度、北海道から寿司屋をスタジオに呼んだこともある。同じ雑誌で連載する杯音とは飲み友達で、「パイセン」と呼び慕っている。その杯音に付きまとう芥田はさすがに警戒している模様。杯音とは逆にアニメ化に対しては好意的である。
気になる男性は皆瀬剣司である。これは異性として意識しているというより、「あれほどエロい漫画を描く人がどんなプレイをするのか」が気になるとのこと。
最終巻において月白の屍術師のアニメは最終回を迎えたが、早くもシーズン2が決まった模様。
名前の由来は小アルカナの「貨幣」。
皆瀬 剣司（みなせ けんじ）
カイの父親で漫画家。杯音、円と同じ雑誌に連載している。杯音からは凄い漫画家として尊敬されている。
自身の漫画がアニメ化したものの、サービスシーンの多いお色気系な内容ゆえに、息子の同僚である日歌里が主演に選ばれた際には、顔見知りと言ったこともあって難色を示している。
執筆している漫画と息子の性格に反して真面目で素直な良識的な人物である。箔城からは頑張って丁寧に仕事してると言われており、だがそれ故に描きすぎて修正不可避になっている。杯音からは真面目で良い人だから読者が喜ぶ展開を真摯に書いてると言われている。そのため作品がとてつもなくエロくなってしまう。その事から2人はカイに将来父の漫画を読んでも引かないで欲しいと言った。タイトルもエロいせいで周囲の人物がカイの目の前では作品のタイトルを言わないようにしている。
名前の由来は小アルカナの「剣」。
箔杖（はくじょう）
橘・円・剣司の担当編集者。
目が細く、当初はきちんと瞳も描かれていたものの徐々に細くなっていき、第5巻で驚いた拍子に目が見えた際には、静真に「開眼した」とまで言われている。非常に温度感の低い性格で、目の細さも相まってその表情は読み取り辛い。
橘にとっては初めての編集者でもあり、橘原作アニメの顛末を知っている人物でもある。そのため彼女の進退を非常に気にしている。また、円同様に芥田を警戒している。橘と同じくアニメのトラウマもある。
実は既婚者であり、第5巻にて第二子が誕生した。
妻は夫の仕事に非常に理解のある人物だが、箔杖が担当する漫画家=箔杖の子供と考え、杯音と円が写った写真を「あなたたちの姉」と実子に刷り込んでいるため、第一子は杯音に非常に懐いている模様。一方で、同年代の男性である皆瀬の写真をせがまれた際にはさすがに懸念し、その息子であるカイの写真を飾っており、「子供の子供（４コマのタイトルとしては孫）」として紹介されている。
過去のアニメを吹っ切った杯音の言葉で編集者としては芥田を許したが、父親目線としてはまだ許していない模様。
名前の由来は小アルカナの「杖」。

### フェアリーテール
イベントに特化した女性声優を集めた事務所。イベントの盛り上げ役としては評価が高いが、声優としての評価は乏しい。
西野 眞子（にしの まこ）
フェアリーテール社長。現役の声優でもある。
自身の演技力は抜群に高いがイベントが苦手だったため、演技力がなくてもイベントに特化した声優を集めるという、芥田とは正反対の方針で会社を経営している。性格に非常に問題があり、芥田からはかなり嫌われている。西野もまた、変なやつだからと言う理由で竹林がダストボックス所属だと勘違いしていた（尚、梅木もダストボックス所属だと思っていた）など、両者の関係は険悪である。
日歌里に目をつけ、ダストボックスに乗り込んでまで引き抜きを行おうとしたが、芥田との言い合いの末に拒否されている。人間性はともかく演技力は非常に高いため、芥田社長（声優としては一番好きとまでいわしめている）をはじめダストボックスのメンバー達からも一目置かれている。
芥田は日歌里の移籍については拒否していたものの、演技力不足から出る自身の指導力の無さは否めず、日歌里が吹替で花開いた事も認めてはいるため、西野の下で演技力を高める事について悩みぬいて決意。経緯はさておき、日歌里の引き抜きに成功した。
彼女の方針とは裏腹に、フェアリーテール所属声優はダストボックス所属声優と仲が良い模様。一方で、フェアリーテール声優によるハーレム状態を鬱陶しがった早乙女に長時間説教をしたことで、早乙女の女言葉の原型になっている模様。
灰島 硝子（はいじま しょうこ）
フェアリーテール所属の、自称ゆるふわ声優。事あるごとに日歌里の勧誘を（日歌里がいない場所でも）行っている。
主役を務めるほどには腕のある声優だが、自身と作品のために演技以外で作品を盛り上げる道を選び、現在のキャラクターを形成している。ちなみにこのキャラクターは星人の人となりも参考にしている模様。
ラジオでもその手腕は発揮されており、風汰と静真の生放送に出演した際、パーソナリティの風汰の声が途中から出なくなる事態に対し、先の風汰の粗相（上手い人は尊敬するが下手な人はキライ、灰島とかキライと発言）を気にせず適切に対応、無事収録しきっている。一方、風汰のプロ意識のなさには辟易しており、収録後にゆるふわキャラを忘れてまで説教している。これに感化された風汰が弟子を志願してきた際には、ゆるふわじゃないと拒否している。たまに本性が出るようで、「ゆるふわ姐さん」と称されることもある模様。
TRY.112にて初の吹替に参加している。

### その他
神 凪沙（じん なぎさ）
静真の姉で杯音の姪。26歳。ファッションコーディネーター。
ニートを決め込んでいた静真を焚きつけて声優になるきっかけを与えた。杯音にゴスロリ系ファッションを着せている張本人でもある。
杯音のデビュー作の顛末を知っているためか、彼女が芥田と会っている事を聞いた際には「殺せ」と一蹴している。
らくがき漫画の補足としては、静真の将来を心配しただけではなく、彼が家事全般を担うため、母親が頼りきりになって独り立ちを拒むからでもある。そのため、下宿先である叔母・杯音が静真に家事を任せきりなっている事を知ると、実家での二の舞になる事を危惧し、早く一人暮らしをしろと迫っている。
大峰 真朝（おおみね まあさ）
朋波の姪。行方不明の両親に替わり朋波に育てられている。朋波に非常になついており、彼女を苦労させている星人、朋波をトロいと表現した早乙女に平手打ちを食らわしている。中でも星人は非常に嫌っており、あやそうとする星人に必死に抵抗する場面もある。日歌里のことは、嫌いな星人と同じお顔で、好きな朋波と同じ大きさのお胸であることから困惑している様子。星人・みこと・勇羽らの歌唱力の高い子守歌で耳が肥えており、保育士の子守歌では納得できず眠れなくなった模様。次第に星人に懐いていき、両親が見つかった事で実家に戻った後、朔良と共に星人・朋波の下に遊びに行った際に星人にしがみつき、自宅に戻ろうと引き離された際は大泣きするまでに至った。
大峰 朔良（おおみね さくら）
朋波の姪で、真朝の姉。中学生で、生徒会長を務めている。
礼儀正しく、年齢相応の感性も併せて非常に良識的である。そのため、日歌里が主演した作品のポスターが事務所に張られた際にはこれを目に入れないように努めている。一方で彼女自身はショタコンの気があるらしく、カイの言動に頻繁に顔を赤らめている。おまけ漫画では成長後にカイといちゃつく場面が度々描かれるが、基本的には静真の夢である模様。
星人と早乙女から名前を呼ばれることに抵抗を感じたため、（知らなかったとはいえ）社長に説教をした経緯と、生徒会長を務めていることから「会長」と呼ばれるようになる。
カイが「落ち込んでいる友達のために弁当を作りたい」と相談した際には、キャラ弁を作るほどの女子力を見せている。
叔母（父方）も実母も巨乳であるため、発育途中である現在でも今後の成長を気にしており、らくがき漫画にて勇羽に「どうすれば大きくならなくスレンダーでいれられるのか」という無慈悲な相談をしている。おまけ漫画では未来の姿が見られるが、やはり胸はしっかり成長した模様。またダストボックスでアルバイトをしている模様。

## 書誌情報
- 高津カリノ 『ダストボックス2.5』 スクウェア・エニックス〈ヤングガンガンコミックス〉、全8巻
  1. 2016年12月24日発行（同日発売[1]）、ISBN 978-4-7575-5197-8
  2. 2018年1月25日発行（同日発売[2]）、ISBN 978-4-7575-5606-5
  3. 2018年10月25日発行（同日発売[3]）、ISBN 978-4-7575-5895-3
  4. 2019年10月25日発行（同日発売[4]）、ISBN 978-4-7575-6356-8
  5. 2020年10月24日発行（同日発売[5]）、ISBN 978-4-7575-6913-3
  6. 2021年9月25日発行（同日発売[6]）、ISBN 978-4-7575-7488-5
  7. 2021年9月25日発行（同日発売[7]）、ISBN 978-4-7575-7489-2
  8. 2021年9月25日発行（同日発売[8]）、ISBN 978-4-7575-7490-8